# 1978 gli dei se ne vanno, gli arrabbiati restano!
1978 gli dei se ne vanno, gli arrabbiati restano! è il settimo album in studio del gruppo musicale italiano Area, pubblicato nel 1978 dalla Ascolto.

## Il disco
Il disco, l'ultimo con il cantante Demetrio Stratos, pone fine alla collaborazione con la Cramps Records e segna alcuni importanti cambiamenti nell'organico del gruppo: è il primo disco dopo l'abbandono del chitarrista Paolo Tofani e dell'autore Gianni Sassi. È anche l'unico album del gruppo in cui Stratos è accreditato come autore. Il titolo dell'album è probabilmente ispirato ad un'opera del poeta e scrittore futurista Filippo Tommaso Marinetti, Les Dieux s'en vont, D'Annunzio reste ("Gli Dei se ne vanno, D'Annunzio resta").
Il testo del brano d'apertura Il bandito del deserto è liberamente tratto da una qaṣīda del poeta arabo pre-islamico Shanfara; quello di Hommage à Violette Nozières è invece ispirato ad un passo di André Breton citato in Controstoria del Surrealismo di Jules-François Dupuis; infine il testo di Acrostico in memoria di Laio è tratto da Sulla teoria del simbolismo di Ernest Jones e Funzione e campo della parola e del linguaggio di Jacques Lacan.

## Tracce
Lato A
1. Il bandito del deserto – 3:13 (Demetrio Stratos)
2. Interno con figure e luci – 4:07 (Patrizio Fariselli, Demetrio Stratos)
3. Return from Workuta – 3:02 (Demetrio Stratos)
4. Guardati dal mese vicino all'aprile! – 5:12 (Demetrio Stratos)
5. Hommage à Violette Nozières – 3:18 (Demetrio Stratos)

Lato B
1. Ici on Dance! – 3:27 (Demetrio Stratos)
2. Acrostico in memoria di Laio – 6:12 (Patrizio Fariselli)
3. "FFF" (festa, farina e forca) – 3:49 (Giulio Capiozzo, Patrizio Fariselli, Ares Tavolazzi)
4. Vodka Cola – 7:27 (Giulio Capiozzo, Patrizio Fariselli, Demetrio Stratos, Ares Tavolazzi)

## Formazione
Crediti tratti dal libretto dell'album:
Gruppo
- Demetrio Stratos – voce (eccetto traccia 8), ocarina (traccia 2), organo (tracce 2 e 5), sintetizzatore (traccia 3), pianoforte (traccia 4), pianoforte elettrico (tracce 6 e 9), organo Hammond (traccia 7)
- Patrizio Fariselli – sintetizzatore (eccetto tracce 3, 5 e 8), pianoforte (tracce 1, 2, 7, 8 e 9), organo (traccia 8)
- Ares Tavolazzi – basso elettrico (tracce 1, 2, 5-7 e 9), mandola (tracce 1, 5, 7 e 9), trombone (tracce 1, 7 e 9), tromba pocket (tracce 1 e 9), voce (traccia 1), chitarra acustica (tracce 4, 5), contrabbasso (traccia 4), basso acustico (traccia 8)
- Giulio Capiozzo – batteria (tracce 1, 2, 4-8), balafon (traccia 2)

Altri musicisti
- Clito – cori (traccia 9)[3]